# Bärenstein (Lehesten)
Bärenstein ist eine Ansiedlung im Ortsteil Schmiedebach von Lehesten im Landkreis Saalfeld-Rudolstadt in Thüringen.

## Lage
Bärenstein liegt an der Landesstraße 1097 aus Richtung Schmiedebach kommend nach Ziegenholz und Grünau führend und dort auf die Bundesstraße 90 mündend.

## Geschichte
Am 4. November 1896 wurde diese Ansiedlung erstmals urkundlich erwähnt.